# K2-21
K2-21, EPIC 206011691 — одиночная звезда в созвездии Водолея на расстоянии приблизительно 273 световых лет (около 83,6 парсек) от Солнца. Видимая звёздная величина звезды — +12,85m. Возраст звезды оценивается как не менее 1 млрд лет.
Вокруг звезды обращается, как минимум, две планеты.

## Характеристики
K2-21 — красный карлик спектрального класса M0V. Масса — около 0,68 солнечной, радиус — около 0,58 солнечного, светимость — около 0,094 солнечной. Эффективная температура — около 4244 К.

## Планетная система
В 2015 году командой астрономов, работающих с фотометрическими данными в рамках проекта Kepler K2, было объявлено об открытии планет K2-21 b и K2-21 c.